# Emmet’s Flying Adventure - Masters of Flight
Emmet’s Flying Adventure - Masters of Flight of LEGO Movie - Masters of Flight is een panoramavliegsimulator in de attractieparken: Legoland Billund, Legoland Californië en Legoland Florida. De attractie staat in het teken van de film The Lego Movie. Tijdens de rit 'vliegen' bezoekers over en door een fictieve wereld met herkenbare elementen uit The Lego Movie. Evenals in de film wordt de hoofdrol gespeeld door Emmet Brickowoski. In de voorshow wordt het verhaal achter de attractie verteld.
De eerste locatie van de attractie opende in 2019 in Legoland Florida onder de naam LEGO Movie - Masters of Flight. Californië en Billund volgde in 2021. Alle drie de locaties zijn identiek aan elkaar qua voor- en hoofdshow. De simulatoren werden gefabriceerd door het bedrijf Brogent Technologies.

## Afbeeldingen

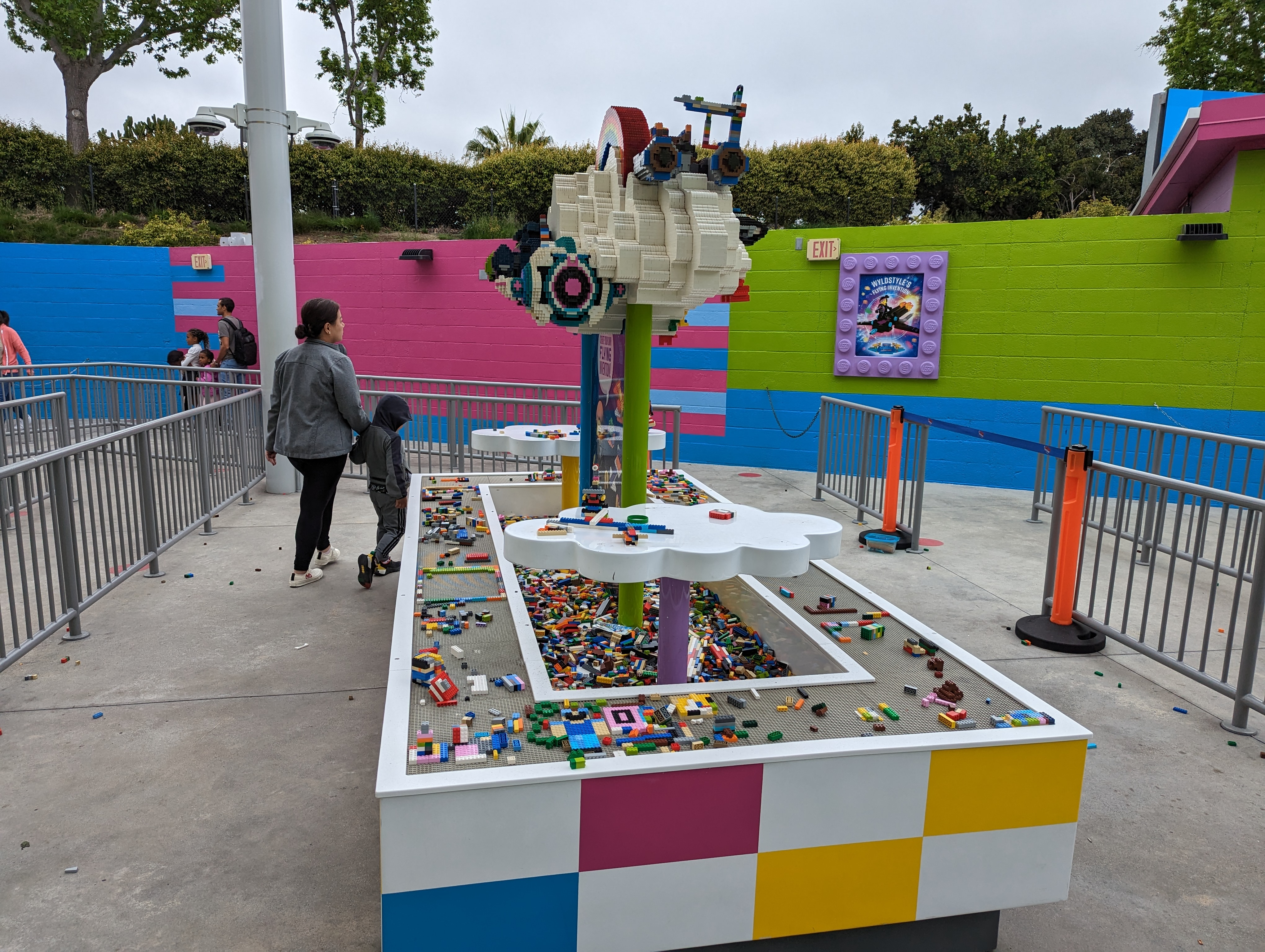
In de wachtrij kan met LEGO gespeeld worden.
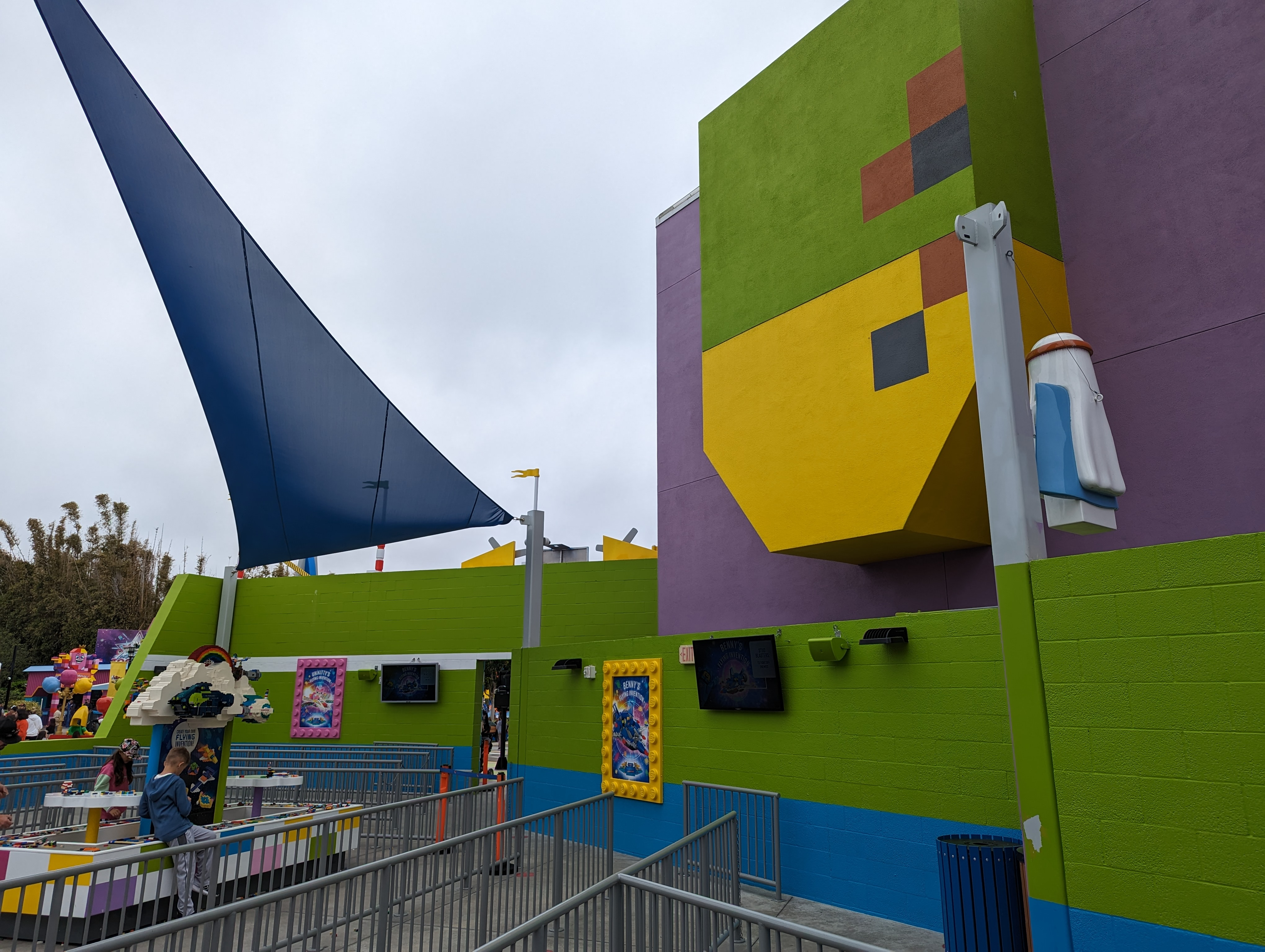
Exterieur
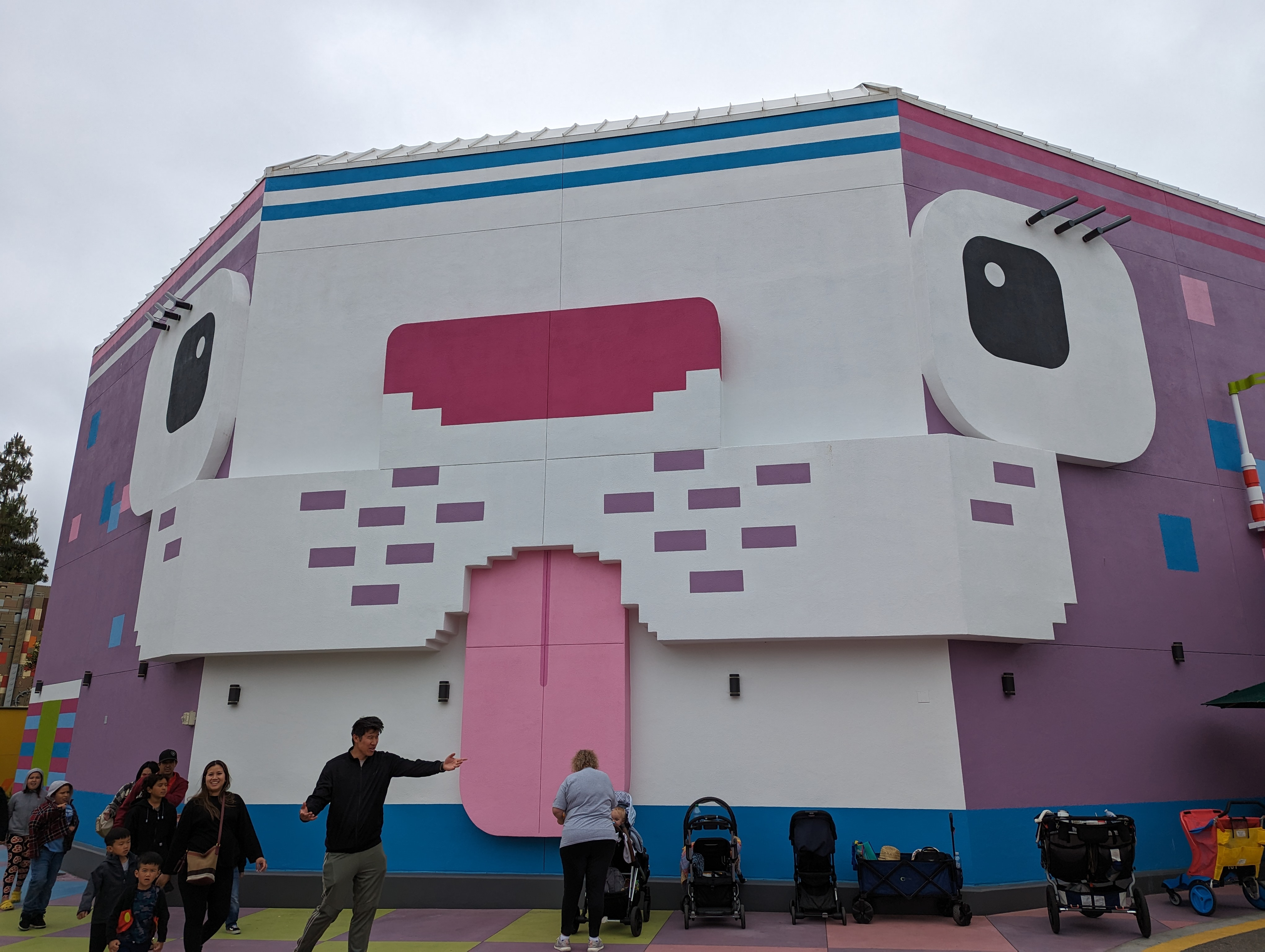
Exterieur
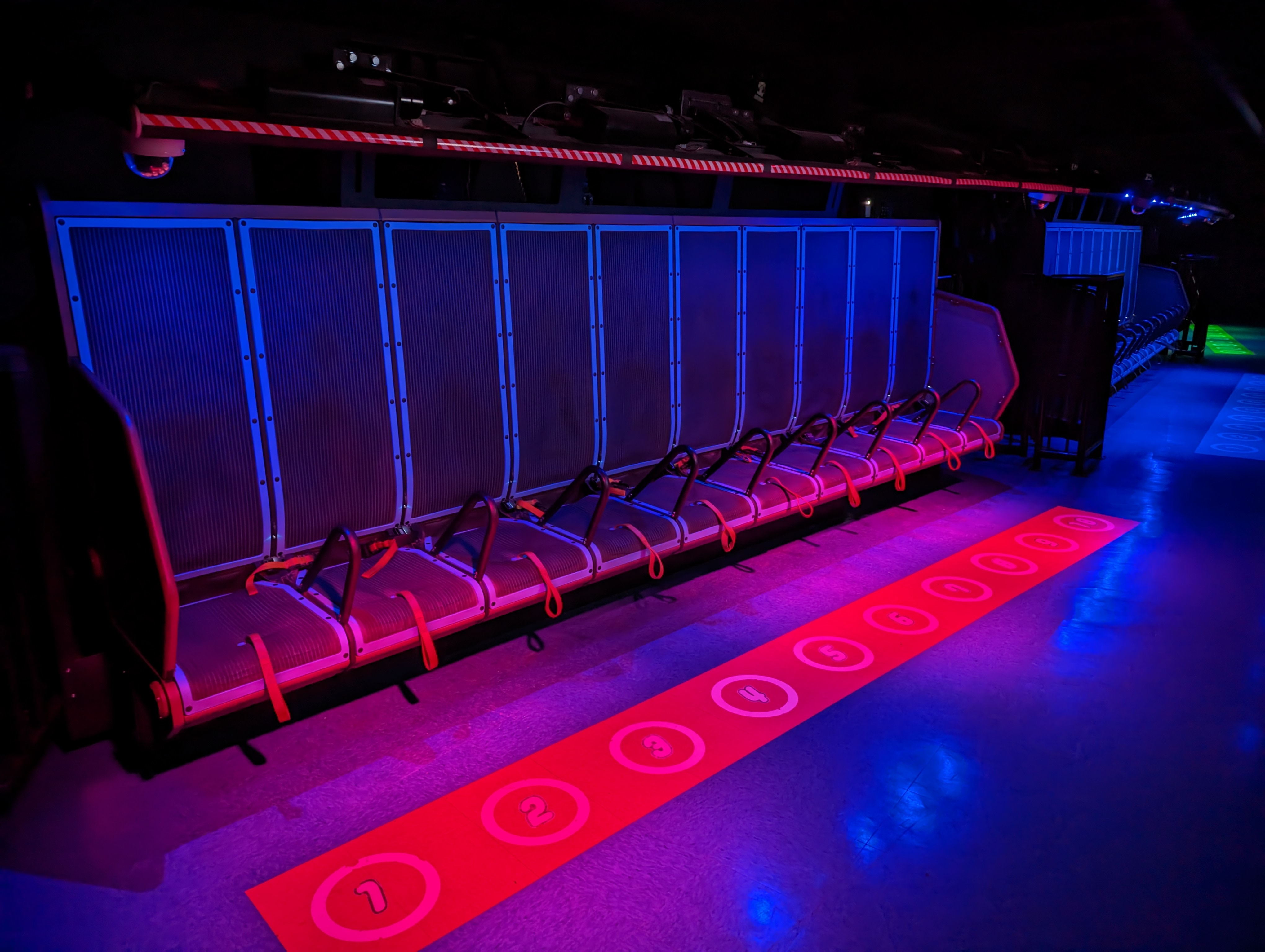
Gondels in de voorshow